# Псиліум
Псиліум (англ. Psyllium) — насіннєва шкірка рослин родини подорожникові, яка комерційно використовується для виробництва слизу. Псиліум в основному використовується як харчове волокно для полегшення симптомів як запору, так і легкої діареї, а іноді як загущувач їжі. Алергія на псиліум часто зустрічається у працівників, які часто піддаються впливу цієї речовини.